# 所さんお届けモノです!
『所さんお届けモノです!』（ところさんおとどけモノです）は、毎日放送（MBSテレビ）の制作により、TBS系列で毎週土曜日 7:30 - 7:59（JST）に放送されているバラエティ番組である。
所ジョージの冠番組で、2016年12月24日（土曜） 16:00 - 16:54 （JST）にパイロット版が放送された後、2017年4月9日に日曜17:00からの30分枠でレギュラー放送が開始された。

## 概要
毎回スタジオに登場する箱の中に入れられた「世の中をよくするモノ」と称される物品に関する情報やその物品にまつわるさまざまな人物の思いを紹介する。基本構成は週替わりのレポーター（後述するタレントのほか、ディレクターが担当することもある）によるVTRをスタジオで鑑賞し、その中で注目すべき商品をスタジオに持ち込んで鑑賞・試食などを行う。
所ジョージが毎日放送制作の全国ネットのレギュラー番組に出演するのは、『たけし・所のドラキュラが狙ってる』以来22年ぶりとなる。
日曜夕方時代には本編終了後に番宣CMを挟んで、後続のニュース番組『Nスタ』のクロスプログラム（TBSテレビ報道フロアからの生放送）が5秒間挿入されていた。なお、かつて土曜18時台前半に毎日放送制作のアニメ・特撮枠が設けられていた1993年7月 - 2008年3月にも、本編終了後に『JNNニュースの森』→『JNNイブニング・ニュース』のクロスプログラムが挿入されていたが、こちらは事前収録によるバンク映像となっていた。
番組は原則30分放送だが、2018年7月15日放送分以降、不定期で60分スペシャルで放送する回もある。
2022年に同時間帯に放送されていたアニメ枠を5年ぶりに復活させるため、同年4月に土曜7時台後半に放送枠を移動。土曜7時台後半枠（7:30開始）の30分番組が放送されることは『サワコの朝』の終了以来1年ぶりだが、毎日放送が単独する制作番組を充てたことは本番組が初めてである。これに伴って『サタデープラス』は7:58開始となった。
2022年10月1日からは、『サタデープラス』の放送開始時間を7:59に変更（放送枠を前週から1分短縮）することに伴って、当番組の放送時間を7:30 - 7:59に拡大した。また、制作局の毎日放送ではこの日から、土曜日の午後帯における関西ローカル向けの番組編成を大幅に変更。同局を含むJNN系列局制作のスポーツ中継・特別番組を放送しない週には、「スーパーサタデー」と称して、早朝から夕方までの時間帯に（当番組や『サタデープラス』を含む）自社制作番組を集中的に放送している。
2024年4月26日（金曜日）には放送7年にして初のゴールデンタイム特番を19:00 - 20:57で放送した。
2025年3月29日をもって8年間レギュラーを務めた新井が番組を卒業し、4月5日より岡崎紗絵がアシスタントに就任した。

## 出演者
- 司会：所ジョージ
- アシスタント：岡崎紗絵[6]
- 配達人：田中卓志（アンガールズ）
  - 田中は放送開始当初は箱型ロボットとして顔だけの出演だったが、配達人としての出演に伴い箱型ロボットの顔面部分は田中を模した絵に変更された。
- ロケーションリポーター（週替わり）
  - チャンカワイ (主に「五街道の老舗名物」シリーズ)
  - カミナリ（竹内まなぶ・石田たくみ）
  - 浜口京子
  - 朝日奈央
  - 村上佳菜子
  - 前田亜美 - 新井の産休期間はアシスタント[7]。
- スタジオ常連ゲスト
  - 井森美幸
  - 劇団ひとり

### 過去の出演者
- 新井恵理那
  - 番組内では「新井ちゃん」と呼ばれる。
  - 毎日放送本社スタジオからの生放送番組である『サタデープラス』（2022年4月からの後枠番組）が同年10月から「マンスリーゲスト」制を導入したことに伴って、最初の「マンスリーゲスト」に起用されたため、10月のみ（放送上）当番組から2番組連続で登場していた。
  - 2023年8月19日の放送で産休に入ることを発表[7]。2024年2月3日の放送より復帰[8]。
  - 2025年3月29日放送で番組降板。

## 放送内容

### パイロット版
| 回 | 放送日   | サブタイトル                                       | ゲスト                                  | 備考                 |
| -- | -------- | -------------------------------------------------- | --------------------------------------- | -------------------- |
| 0  | 12月24日 | サンタの国で調査★世界一人気オモチャ★近未来アイテム | 二階堂高嗣（Kis-My-Ft2/舞祭組）、SHELLY | 16:00 - 17:00 に放送 |

### レギュラー版

#### 2017年
| 回 | 放送日   | サブタイトル                                                     | ゲスト                                             | 備考 |
| -- | -------- | ---------------------------------------------------------------- | -------------------------------------------------- | ---- |
| 1  | 4月9日   | 空前の猫ブームにゃん★みんな猫好きになるBOX                       | 高橋みなみ、山崎育三郎                             |      |
| 2  | 4月16日  | 生活が劇的に便利に！子供の発明品BOX                              | 本田望結、尾木直樹                                 |      |
| 3  | 4月23日  | 桐箱の中身は何でしょう？まさかの一品BOX                          | 北山宏光（Kis-My-Ft2）、藤本美貴                   |      |
| 4  | 4月30日  | モルディブよいとこ一度はおいでBOX                                | りゅうちぇる                                       |      |
| 5  | 5月7日   | 何げなく使ってる段ボール 実はすごい箱だったBOX                   | りゅうちぇる                                       |      |
| 6  | 5月14日  | お金をかけずに暮らしを華やかに！快適オシャレ部屋BOX              | ギャル曽根                                         |      |
| 7  | 5月21日  | 最強を目指す武井壮におススメする最強アイテムBOX                  | 武井壮                                             |      |
| 8  | 5月28日  | 進化が止まらない○○BOX                                            | 葉加瀬太郎                                         |      |
| 9  | 6月4日   | 東京ディズニーリゾートの絶対に喜ばれるお土産BOX！                | つるの剛士                                         |      |
| 10 | 6月11日  | アレとアレがまさかの合体！大人も子供も欲しくなる夢のコラボBOX    | 古坂大魔王                                         |      |
| 11 | 6月18日  | ホームセンターの店員が本当に使って欲しい便利グッズBOX            | 二階堂高嗣（Kis-My-Ft2）、岡田結実、レジェンド松下 |      |
| 12 | 6月25日  | 今話題！雨の日に家族みんなで楽しめちゃうBOX                      | 古坂大魔王、松下優也                               |      |
| 13 | 7月2日   | えっ？コレが無料!? 驚きの全部0円BOX                              | 劇団ひとり                                         |      |
| 14 | 7月9日   | 家にあると大助かり！おいしい買い置きグルメBOX                    | ハリセンボン                                       |      |
| 15 | 7月16日  | 激ウマ沖漬け！鳩サブレーが!?夏の鎌クマ名物が進化                 | 小島瑠璃子、石塚英彦（ホンジャマカ）               |      |
| 16 | 7月23日  | 夏の昼ごはん革命！明日のそうめんが楽しみになるBOX                | 天野ひろゆき（キャイ〜ン）                         |      |
| 17 | 7月30日  | 夏の涼感ひんやりBOX                                              | TKO                                                |      |
| 18 | 8月6日   | お盆直前！絶対に喜ばれる東京駅のおみやげBOX                      | 古坂大魔王                                         |      |
| 19 | 8月20日  | 3大人気ホームセンターの店員が使って驚いた便利BOX                 | 井森美幸、レジェンド松下                           |      |
| 20 | 8月27日  | 対決アンテナショップ！B級グルメ甲子園BOX                         | つるの剛士                                         |      |
| 21 | 9月3日   | えっ！これが無料!? 驚きの全部0円BOX（その2）                     | ビビる大木                                         |      |
| 22 | 9月10日  | 生活が劇的に便利になる子どもの発明品BOX                          | 古坂大魔王                                         |      |
| 23 | 9月17日  | 新米の季節到来！食通が厳選するご飯のお供BOX                      | 武井壮                                             |      |
| 24 | 9月24日  | 達人たちが使って実感！絶対買うべき100円グッズBOX                 | 二階堂高嗣（Kis-My-ft2/舞祭組）、井森美幸          |      |
| 25 | 10月1日  | ホームセンターの展示会で発見 超便利な最新グッズBOX               | 的場浩司                                           |      |
| 26 | 10月8日  | 巨大展示場で発見！劇的に進化した文房具BOX                        | 劇団ひとり                                         |      |
| 27 | 10月15日 | 個性的すぎる専門店で発見!!なかなかお目にかかれない逸品BOX        | 劇団ひとり                                         |      |
| 28 | 10月22日 | 巨大展示場で発見！一度使ったらクセになる最新健康グッズBOX        | 古坂大魔王                                         |      |
| 29 | 10月29日 | えっ！これが無料!? 驚きの全部0円BOX                              | TKO                                                |      |
| 30 | 11月5日  | 紅葉名所ランキング1位 京都の絶対喜ばれるお土産BOX                | 天野ひろゆき（キャイ～ン）                         |      |
| 31 | 11月12日 | アレとアレがまさかの合体！大人も子どもも欲しくなる夢のコラボBOX  | 古坂大魔王                                         |      |
| 32 | 11月19日 | 介護・福祉の展示会で発見！最先端の便利グッズBOX                  | 小堺一機                                           |      |
| 33 | 11月26日 | 生活劇的に便利になる天才キッズの発明品BOX                        | 佐藤隆太、二階堂高嗣（Kis-My-ft2/舞祭組）          |      |
| 34 | 12月3日  | 落語にもなった！オチが気になるいわく付きおみやげBOX              | 古坂大魔王、桂雀々、桂千朝                         |      |
| 35 | 12月17日 | 年末使える便利グッズ★大掃除&強力シミ抜き!?                       | 柴田理恵、レジェンド松下                           |      |
| 36 | 12月17日 | 地方銀行フードコレクションBOX                                    | 哀川翔                                             |      |
| 37 | 12月24日 | 特別企画！視聴者への皆さんに感謝を込めて♪クリスマスプレゼントBOX | （なし）                                           |      |

#### 2018年
| 回 | 放送日   | サブタイトル                                                               | ゲスト                                             | 備考                         |
| -- | -------- | -------------------------------------------------------------------------- | -------------------------------------------------- | ---------------------------- |
| 38 | 1月7日   | 個性的すぎる専門店で発見！なかなかお目にかかれない逸品BOX                  | つるの剛士、志田未来                               |                              |
| 39 | 1月14日  | 東京藝術大学で発見！アートってこんなに面白いBOX                            | 古坂大魔王                                         |                              |
| 40 | 1月21日  | え！これが無料!?驚きの全部0円BOX                                           | 井森美幸                                           |                              |
| 41 | 1月28日  | 中小企業の展示会で発見！専門技術を活かしたアイデア商品BOX                  | 二階堂高嗣（Kis-My-Ft2/舞祭組）、山村紅葉          |                              |
| 42 | 2月4日   | ウチだって負けてません！有名観光地の隣町が作った名産品BOX                  | 古坂大魔王                                         |                              |
| 43 | 2月11日  | 個性的過ぎる専門店で発見！！ なかなかお目にかかれない逸品BOX               | 堀ちえみ                                           |                              |
| 44 | 2月18日  | 新発見の連絡！一度は行ってみたい専門ミュージアムのお土産BOX                | 劇団ひとり                                         |                              |
| 45 | 2月25日  | 生活が劇的に便利になる 天才キッズの発明品BOX                               | 陣内智則                                           |                              |
| 46 | 3月4日   | 個性的すぎる専門店で発見！！なかなかお目にかかれない逸品BOX                | 古坂大魔王                                         |                              |
| 47 | 3月11日  | 巨大展示場で発見！こんなのあったの!? 知られざる焼肉BOX                     | 武井壮                                             |                              |
| 48 | 3月18日  | おかわりスペシャル！食通が厳選するご飯のお供BOX                            | 天野ひろゆき（キャイ〜ン）                         |                              |
| 49 | 3月25日  | ウチだって負けません！有名観光地の隣町が作る名産品BOX                      | 二階堂高嗣（Kis-My-ft2/舞祭組）                    |                              |
| 50 | 4月1日   | 巨大展示場で発見！最新おもてなしアイテム                                   | 古坂大魔王                                         |                              |
| 51 | 4月8日   | アートの見本市で発見！ここまでやるの!? やりすぎアートBOX                   | 劇団ひとり                                         |                              |
| 52 | 4月15日  | 巨大展示場で発見！次のブームを巻き起こす海外グルメBOX                      | 古坂大魔王                                         |                              |
| 53 | 4月22日  | ご当地調味料BOX                                                            | 井森美幸                                           |                              |
| 54 | 4月29日  | 有名観光地の隣町にある名産品BOX                                            | TKO                                                |                              |
| 55 | 5月6日   | ウチだって負けてません！有名観光地の隣町にある名産品BOX                    | 陣内智則                                           |                              |
| 56 | 5月13日  | 日本最大級の展示場で発見！ヒット間違いなし！最新グルメBOX                  | 古坂大魔王                                         |                              |
| 57 | 5月20日  | ウチだって負けてません！有名観光地の隣町にある名産品BOX                    | 劇団ひとり                                         |                              |
| 58 | 5月27日  | ウチだって負けてません！有名観光地の隣町にある名産品BOX                    | 古坂大魔王                                         |                              |
| 59 | 6月3日   | 最新スイーツの展示会で発見！この夏食べたい 甘〜い新商品BOX                 | つるの剛士                                         |                              |
| 60 | 6月10日  | 梅雨を楽しめる専門店                                                       | 井森美幸                                           |                              |
| 61 | 6月17日  | ウチだって負けてません！有名観光地の隣町にある名産品BOX                    | 古坂大魔王                                         |                              |
| 62 | 6月24日  | ウチだって負けてません！有名観光地の隣町にある名産品BOX                    | 柴田理恵                                           |                              |
| 63 | 7月1日   | ウチだって負けてません！有名観光地の隣町にある名産品BOX                    | 陣内智則                                           |                              |
| 64 | 7月8日   | 個性的な専門店で発見！猛暑を涼しく過ごせる逸品BON                          | 二階堂高嗣（Kis-My-Ft2/舞祭組）                    |                              |
| 65 | 7月15日  | 夏休み直前！有名観光地の隣町 海と山、両方行きますSP                        | 劇団ひとり、三田寛子                               | 初の1時間SP（17:00 - 18:00） |
| 66 | 7月22日  | 暑い夏のお悩み                                                             | -                                                  |                              |
| 67 | 7月29日  | 日本最大級の展示場で発見！親子で楽しめる最新オモチャBOX                    | 古坂大魔王、寺田心                                 |                              |
| 68 | 8月5日   | 日本最大級の展示場で発見！親子で楽しめる最新オモチャBOX                    | 古坂大魔王、寺田心、井森美幸                       |                              |
| 69 | 8月12日  | ウチだって負けてません！有名観光地の隣町にある名産品BOX                    | 陣内智則                                           |                              |
| 70 | 8月19日  | 地元民に聞いたガイドブックに載ってない浅草の隠れた名物BOX                  | 浜口京子                                           |                              |
| 71 | 8月26日  | 日本最大の展示場で発見！劇的に進化した文房具BOX                            | 古坂大魔王                                         |                              |
| 72 | 9月2日   | 旧街道で発見！100年以上続く老舗の新名物BOX                                 | 北斗晶                                             |                              |
| 73 | 9月9日   | 敬老の日に贈られたい★とにかく気持ちいいグッズ                              | ビビる大木                                         |                              |
| 74 | 9月16日  | ウチだって負けてません！有名観光地の隣町にある名産品BOX                    | 劇団ひとり                                         |                              |
| 75 | 9月23日  | 絶対行きたくなる！㊙銀ブラスポット新発見！                                 | 三田寛子                                           |                              |
| 76 | 9月30日  | ホームセンターの新商品展示会！                                             | 岩田剛典（EXILE / 三代目 J Soul Brothers）、杉咲花 |                              |
| 77 | 10月7日  | 富士山が見渡せる穴場観光地を発見！                                         | 土田晃之                                           |                              |
| 78 | 10月14日 | 中山道の新名物発見                                                         | 陣内智則                                           |                              |
| 79 | 10月21日 | 捨てていたモノが大変身！再利用ヒット商品                                   | -                                                  |                              |
| 80 | 10月28日 | ガイドブックにも載ってない浅草!? 「奥浅草」の魅力に迫る                    | 浜口京子                                           |                              |
| 81 | 11月4日  | ウチだって負けてません！有名観光地の隣町にある名産品BOX                    | 劇団ひとり                                         |                              |
| 82 | 11月11日 | 中山道の新名物発見                                                         | 久本雅美                                           |                              |
| 83 | 11月18日 | まだまだあった！地元の人に聞いたガイドブックに載ってない浅草の隠れた新名物 | 古坂大魔王                                         |                              |
| 84 | 11月25日 | 知られざる絶景の観光スポット                                               | 井森美幸                                           |                              |
| 85 | 12月2日  | 地元の人しか知らない絶景スポット                                           | 川島明（麒麟）                                     |                              |
| 86 | 12月9日  | 常識を覆す新グルメの巨大展示場                                             | TKO、村上里佳子                                    |                              |
| 87 | 12月16日 | 冬に使いたくなる！気持ちい〜いグッズが続々登場！                           | 松本伊代                                           |                              |
| 88 | 12月23日 | 104名にクリスマスプレゼント！                                              | （なし）                                           |                              |

#### 2019年
| 回  | 放送日   | サブタイトル                                               | ゲスト                                      | 備考                                 |
| --- | -------- | ---------------------------------------------------------- | ------------------------------------------- | ------------------------------------ |
| 89  | 1月6日   | 100年以上続く老舗の新名物を探して！中山道を歩く            | 劇団ひとり                                  |                                      |
| 90  | 1月13日  | 有名観光地の隣町にある名産品BOX                            | 土田晃之                                    |                                      |
| 91  | 1月20日  | 地元の人に聞いたガイドブックに載っていない鎌倉の新名物     | 菊池桃子                                    |                                      |
| 92  | 1月27日  | ガイドブックには載ってない!?鎌倉の新名物&新名所            | 菊池桃子                                    |                                      |
| 93  | 2月3日   | 中山道の新名物発見                                         | 陣内智則                                    |                                      |
| 94  | 2月10日  | いつも食べたい！和食に欠かせない〇〇の専門店特集           | 佐藤仁美                                    |                                      |
| 95  | 2月17日  | 有名観光地の隣町にある名産品BOX                            | 劇団ひとり                                  |                                      |
| 96  | 2月24日  | 中山道で100年以上続く老舗の新名物特集                      | TKO                                         | 5週連続企画 レポーター：チャンカワイ |
| 97  | 3月3日   | 中山道で100年以上続く老舗の新名物特集                      | 清水ミチコ                                  | 5週連続企画 レポーター：チャンカワイ |
| 98  | 3月10日  | 中山道で100年以上続く老舗の新名物特集                      | 井森美幸                                    | 5週連続企画 レポーター：チャンカワイ |
| 99  | 3月17日  | 中山道で100年以上続く老舗の新名物特集                      | 土田晃之                                    | 5週連続企画 レポーター：チャンカワイ |
| 100 | 3月24日  | 中山道で100年以上続く老舗の新名物特集                      | 菊池桃子                                    | 5週連続企画 レポーター：チャンカワイ |
| 101 | 3月31日  | 有名観光地の隣町にある名産品BOX                            | 鈴木杏樹                                    |                                      |
| 102 | 4月7日   | ガイドブックには載ってない!?京都の新名所&新名物            | ビビる大木                                  |                                      |
| 103 | 4月14日  | ガイドブックには載ってない!?浅草の新名所&新名物            | 陣内智則                                    |                                      |
| 104 | 4月21日  | 中山道で100年続く老舗の新名物特集                          | 松本明子                                    |                                      |
| 105 | 4月28日  | 中山道で100年続く老舗の新名物特集                          | TKO                                         |                                      |
| 106 | 5月5日   | 中山道で100年続く老舗の新名物特集                          | -                                           |                                      |
| 107 | 5月12日  | 有名観光地の隣町になる名産品BOX                            | 吉田沙保里                                  |                                      |
| 108 | 5月19日  | ガイドブックに載ってない横浜中華街                         | 清水ミチコ                                  |                                      |
| 109 | 5月26日  | 思わず行きたくなる！人気商店街の意外な専門店特集           | 久本雅美                                    |                                      |
| 110 | 6月2日   | 東海道の100年以上続く老舗をめぐり新名物を探す旅            | 川島明（麒麟）                              |                                      |
| 111 | 6月9日   | 食べたらうまい！幻の深海魚を釣りに大海原へ                 | 石塚英彦（ホンジャマカ）                    |                                      |
| 112 | 6月16日  | 銀座の人しか知らない！ガイドブックに載ってない新名物       | 吉田鋼太郎                                  |                                      |
| 113 | 6月23日  | 厳島の隣町を徹底取材！                                     | 井森美幸                                    |                                      |
| 114 | 6月30日  | 思わず行きたくなる！人気商店街の専門店を徹底調査           | 陣内智則                                    |                                      |
| 115 | 7月7日   | めったにお目にかかれない！極上の海の幸を食べてみたい！2    | 鈴木杏樹                                    |                                      |
| 116 | 7月14日  | 東海道で100年以上続く老舗をめぐり新名物を探す旅            | 森口博子                                    |                                      |
| 117 | 7月21日  | 有名観光地の隣町の名産品特集                               | ビビる大木                                  |                                      |
| 118 | 7月28日  | 激安メニュー続々！国際化で大繁盛する下町愛情商店街         | 高畑淳子                                    |                                      |
| 119 | 8月4日   | 船で15分の離島★ガイドブックに載ってない㊙沖縄              | 西田ひかる                                  |                                      |
| 120 | 8月11日  | 三ツ星シェフが絶賛！幻の巨大ナスを探して高知へ！           | 西田ひかる                                  |                                      |
| 121 | 8月18日  | 江戸情緒あふれる深川の商店街㊙グルメ&職人ワザ              | 菊池桃子                                    |                                      |
| 122 | 8月25日  | 100年続く老舗の新名物を探す旅                              | 陣内智則                                    |                                      |
| 123 | 9月1日   | ㊙新発見続々！東海道珍道中★新名物探しの旅SP                | カミナリ、えとう窓口（Wエンジン）、朝日奈央 | 1時間SP（17:00 - 18:00）             |
| 124 | 9月8日   | 東海道で100年以上続く老舗の㊙新名物探し                    | 井森美幸                                    |                                      |
| 125 | 9月15日  | 早起きは三文のトク！★三崎の朝市でお届けモノ探し            | 柴田理恵                                    |                                      |
| 126 | 9月22日  | ガイドブックに載っていない！★大人も楽しい原宿              | 清水ミチコ                                  |                                      |
| 127 | 9月29日  | レトロな猫の町！谷中銀座商店街でお届けもの探し             | 松本明子                                    |                                      |
| 128 | 10月6日  | フルーツ級に甘い！幻の"真のネギ"を求めて山形へ             | 渡辺徹                                      |                                      |
| 129 | 10月13日 | 日本三景天橋立の隣町に所さんも絶景イイネ！の嵐             | 久本雅美                                    |                                      |
| 130 | 10月20日 | 早起きは三文のトク！★葉山の朝市㊙大作戦グルメ!!            | 森口博子                                    |                                      |
| 131 | 10月27日 | 東海道で100年以上続く老舗から驚きの新名物                  | 陣内智則                                    |                                      |
| 132 | 11月3日  | 幻の魚をとれ！★漁師の秘密のご馳走！白身のトロとは          | 馬場裕之（ロバート）                        |                                      |
| 133 | 11月10日 | 吉祥寺の商店街★カミナリが意外な専門店探し                  | 川島明（麒麟）                              |                                      |
| 134 | 11月17日 | 幻の魚をとれ！★漁師の秘密のご馳走！白身のトロとは（その2） | 馬場裕之（ロバート）                        |                                      |
| 135 | 11月24日 | 都会のど真ん中★青山の朝市でお値打ちモノ探し！              | 鈴木亜美                                    |                                      |
| 136 | 12月1日  | 今アツい！築地場外市場商店街★美味しい新名物                | 柴田理恵                                    |                                      |
| 137 | 12月8日  | 東海道で100年以上続く老舗からの新名物                      | 陣内智則                                    |                                      |
| 138 | 12月15日 | 高尾山の隣町★新発見！近くて楽しい㊙あきる野市              | ビビる大木                                  |                                      |
| 139 | 12月22日 | 意外に庶民派！麻布十番商店街★個性派㊙専門店へ              | 井森美幸                                    |                                      |
| 140 | 12月29日 | 視聴者の皆様に大放送！★歳末大感謝プレゼントSP              | （なし）                                    |                                      |

#### 2020年
| 回  | 放送日   | サブタイトル                                        | ゲスト                 | 備考                     |
| --- | -------- | --------------------------------------------------- | ---------------------- | ------------------------ |
| 141 | 1月5日   | 東海道で100年以上続く老舗からの新名物               | 劇団ひとり             |                          |
| 142 | 1月12日  | いつもの食パンを自宅でおいしく食べるスグレモノ      | 長野博（20th Century） |                          |
| 143 | 1月19日  | 自由が丘商店街★〜超個性的なスグレモノを大調査！     | 土田晃之               |                          |
| 144 | 1月26日  | 金目鯛が激安の穴場市場★美味しい&面白いの宝庫        | 浜口京子               |                          |
| 145 | 2月2日   | 富士山の隣町へ★〜神の山を祀る神社と謎の巨大人参     | 勝俣州和               |                          |
| 146 | 2月9日   | あなたの知らない鎌倉㊙商店街★楽しい超穴場！         | 水野真紀               |                          |
| 147 | 2月16日  | 東海道で100年以上続く老舗からの新名物               | （なし）               |                          |
| 148 | 2月23日  | 住宅街に突如現れる謎の朝市で浜口京子に春到来!?      | 浜口京子               |                          |
| 149 | 3月1日   | 下町の人情商店街〜北千住★仰天激安パラダイス         | 馬場裕之（ロバート）   |                          |
| 150 | 3月8日   | 未来のヒット商品を探せ！★巨大展示場に潜入捜査       | 劇団ひとり             |                          |
| 151 | 3月15日  | 初上陸！黒門市場商店街★面白美味しい爆笑天国！       | 長野博（V6）           |                          |
| 152 | 3月22日  | 東京にいながら世界一周！★美味しいお初グルメ旅へ     | 陣内智則               |                          |
| 153 | 3月29日  | 東海道★過酷な川渡り&山越え体験…㊙W朝ラーメン        | 松本明子               |                          |
| 154 | 4月5日   | 下町の名店ぞろい！西荻窪★商店街㊙グルメ&手毬        | 東貴博                 |                          |
| 155 | 4月12日  | ガイドブックにのってない★古くて新しい『奈良』の今   | 劇団ひとり             |                          |
| 156 | 4月19日  | 家で美味しいスグレモノ続々★楽しい春のパン祭り       | 馬場裕之（ロバート）   |                          |
| 157 | 4月26日  | お取り寄せでも楽しめる★中山道の新名物ベスト5        | （なし）               |                          |
| 158 | 5月3日   | 心揺さぶる日本の絶景&絶品㊙お取り寄せ               | （なし）               |                          |
| 159 | 5月10日  | 遊びの天才！所さんもはまった★ゲーム&㊙グッズSP      | （なし）               |                          |
| 160 | 5月17日  | 必見！トップシェア企業の最新スグレモノに大興奮      | （なし）               |                          |
| 161 | 5月24日  | 知らなきゃ損!?東京で味わう★世界のお初グルメ！       | 清水ミチコ             |                          |
| 162 | 5月31日  | 東海道の美味しいグルメ★超簡単レシピ大公開SP         | （なし）               |                          |
| 163 | 6月7日   | 勝手に大展示会★『最新㊙便利グッズ』で楽しく新生活   | （なし）               |                          |
| 164 | 6月14日  | 今だから大公開！★商店街の専門店から㊙隠し玉SP       | （なし）               |                          |
| 165 | 6月21日  | これ欲しい〜！思わず叫ぶ★超気持ちいいグッズ3選      | （なし）               |                          |
| 166 | 6月28日  | うっとおしい梅雨を楽しく乗り切る★㊙カサと長靴       | （なし）               |                          |
| 167 | 7月5日   | この春届けたかった「日本の絶景」〜来年に夢をのせて  | （なし）               |                          |
| 168 | 7月12日  | 東海道新名物探し再開！★あの超人気者の愛した味       | （なし）               |                          |
| 169 | 7月19日  | 夏が100倍楽しくなる！★専門店の涼しい名品3選         | （なし）               |                          |
| 170 | 7月26日  | 目からウロコの新発見！★夢の㊙コラボグッズ大特集     | （なし）               |                          |
| 171 | 8月2日   | 昭和レトロ&下町の職人技★おかず横丁の㊙専門店        | （なし）               |                          |
| 172 | 8月9日   | 焼肉&そうめんをランクアップ！★驚きの㊙定番探し      | （なし）               |                          |
| 173 | 8月16日  | 海も山もグルメも！★夏を満喫する有名観光地の隣町     | （なし）               |                          |
| 174 | 8月23日  | 東海道静岡ラスト！★見納め絶景富士山&㊙深海魚        | （なし）               |                          |
| 175 | 8月30日  | 隅田川沿いで発見！★遊べて美味しい㊙職人技エリア     | （なし）               |                          |
| 176 | 9月6日   | 捨てられたモノが驚きのヒット商品に！★㊙再利用法     | （なし）               |                          |
| 177 | 9月13日  | 今アツい！アンテナショップ★日本全国グルメ旅！       | （なし）               |                          |
| 178 | 9月20日  | お洒落なだけじゃない！★代々木上原商店街㊙専門店     | （なし）               |                          |
| 179 | 9月27日  | 大手メーカーにも負けない 驚きの一芸調理家庭電化製品 | 劇団ひとり             |                          |
| 180 | 10月4日  | 東京一のモノ作りの町★出会った驚きの職人技とは       | （なし）               |                          |
| 181 | 10月11日 | 東海道旅神奈川突入★㊙からくり箱&進化かまぼこ        | （なし）               |                          |
| 182 | 10月18日 | 東海道旅ゴールSP★浜口京子とカミナリと謎の栗         | （なし）               | 1時間SP（17:00 - 18:00） |
| 183 | 10月25日 | 秋のパンのおとも祭り！★2ヶ月待ちの絶品バター!!      | （なし）               |                          |
| 184 | 11月1日  | 新米が美味い！★日本の米どころ㊙ご当地ごはんのお友   | （なし）               |                          |
| 185 | 11月8日  | 京都市の隣にこんな超穴場が！★驚きの㊙隣町発見！     | （なし）               |                          |
| 186 | 11月15日 | 新企画★東京の隣島はこんなに凄かった～伊豆大島       | （なし）               |                          |
| 187 | 11月22日 | 所さん&新井ちゃんの"お取り寄せグルメ"教えまSP       | （なし）               |                          |
| 188 | 11月29日 | 年末年始を楽しく過ごそう！★最新㊙一発家電SP！       | 劇団ひとり             |                          |
| 189 | 12月6日  | 意外？カワイくて超映える★モノづくりの町葛飾へ！     | （なし）               |                          |
| 190 | 12月13日 | 若い女性が集まる「浅草」★〜映える商店街の新名物     | （なし）               |                          |
| 191 | 12月20日 | 最新おもちゃ&ゲームで年末年始は大盛り上がり！       | （なし）               |                          |
| 192 | 12月27日 | 歳末大感謝祭！★番組史上最大規模の㊙プレゼントSP     | （なし）               |                          |

#### 2021年
| 回  | 放送日   | サブタイトル                                         | ゲスト               | 備考                                     |
| --- | -------- | ---------------------------------------------------- | -------------------- | ---------------------------------------- |
| 193 | 1月10日  | 新シリーズ始動！日光街道★老舗の新名物を探す旅へ      |                      |                                          |
| 194 | 1月17日  | カミナリの商店街㊙調査！★若者に人気の学芸大学        |                      |                                          |
| 195 | 1月24日  | ガイドブックにのってない★新大久保㊙穴場最前線！      |                      |                                          |
| 196 | 1月31日  | 必見！『真冬の三大味覚』満喫〜アンテナショップ探検   |                      |                                          |
| 197 | 2月7日   | 大人も子供も大興奮！★面白ゲーム＆おもちゃ最前線      |                      |                                          |
| 198 | 2月14日  | 所さんも大興奮！進化する最前線★㊙一芸家電の世界      | 川島明（麒麟）       |                                          |
| 199 | 2月21日  | 気持ちいい！やみつき★㊙おもちゃ&グミ最前線！         | （なし）             |                                          |
| 200 | 2月28日  | モノづくり精神あふれる東京の下町★驚きの㊙発見        | （なし）             |                                          |
| 201 | 3月7日   | アイデア勝負！一発逆転グルメ★美味しく産地応援        | 馬場裕之（ロバート） |                                          |
| 202 | 3月14日  | 目指せ一発逆転！ご当地グルメ                         | （なし）             |                                          |
| 203 | 3月21日  | 人気アンテナショップで発見★とっておきご当地調味料    | （なし）             |                                          |
| 204 | 3月28日  | 人気商店街の意外な専門店★春の新作SP                  | （なし）             |                                          |
| 205 | 4月4日   | 春の専門店SP〜幻のアジフライ&話題の多肉女子          | （なし）             |                                          |
| 206 | 4月11日  | 日光街道で見つけた！老舗の新名物特集2                | （なし）             |                                          |
| 207 | 4月18日  | 個性は家電のすごい性能に感謝                         | 川島明（麒麟）       |                                          |
| 208 | 4月25日  | 三軒茶屋で意外な専門店を発見！                       | （なし）             |                                          |
| 209 | 5月2日   | これからの季節に大活躍！最新個性派家電特集           | （なし）             | 『地球を笑顔にするWEEK』の一環として放送 |
| 210 | 5月9日   | 買うだけじゃない！心に残る体験ショップ特集!!         | （なし）             |                                          |
| 211 | 5月16日  | 思わず行きたくなる！人気商店街の意外な専門店特集     | （なし）             |                                          |
| 212 | 5月23日  | おうち時間がもっと盛り上がるおもちゃSP！             | （なし）             |                                          |
| 213 | 5月30日  | 人気アンテナショップで発見！とっておきご当地スイーツ | （なし）             |                                          |
| 214 | 6月6日   | グルメタウン神楽坂のおいしい専門店続々               | （なし）             |                                          |
| 215 | 6月13日  | レギュラー陣の大絶賛グルメ対決!!                     | （なし）             |                                          |
| 216 | 6月20日  | みんなの応援で生まれる！最先端便利グッズ             | （なし）             |                                          |
| 217 | 6月27日  | 専門店で発見！おうち時間を楽しく過ごせる最新オモチャ | （なし）             |                                          |
| 218 | 7月4日   | 東京・中目黒の専門店を調査！                         | （なし）             |                                          |
| 219 | 7月11日  | 日光街道の新名物を続々発見!?                         | （なし）             |                                          |
| 220 | 7月18日  | 有名観光地の隣町 絶景&お取り寄せSP                   | （なし）             |                                          |
| 221 | 7月25日  | 夏が100倍楽しくなる専門店特集！                      | （なし）             |                                          |
| 222 | 8月8日   | 大谷翔平もはまった!?★㊙ネクストスポーツに挑戦！      | （なし）             |                                          |
| 223 | 8月15日  | 夏こそ美味しい！アンテナショップの絶品グルメ         | （なし）             |                                          |
| 224 | 8月22日  | 所さんも思わず歌う★『道の駅』ドライブ絶品グルメ旅    | （なし）             |                                          |
| 225 | 8月29日  | 新企画！道の駅ドライブ旅〜房総グルメ&㊙旅情編        | （なし）             |                                          |
| 226 | 9月5日   | 夢の赤玉スイカ&驚きの餃子王国へ★日光街道㊙新名物     | （なし）             |                                          |
| 227 | 9月12日  | 拡大版SP！日本一のモノづくりの町★職人技続々！        | （なし）             | 1時間SP（17:00 - 18:00）                 |
| 228 | 9月19日  | 一流シェフが伝授！★おうち焼き肉㊙ランクアップ術      | （なし）             |                                          |
| 229 | 9月26日  | 必見！この秋食べたいパンのお供★ずらり一挙登場SP      | （なし）             |                                          |
| 230 | 10月3日  | 1万個に1個!?★秋の味覚の新定番㊙★新野菜の世界         | （なし）             |                                          |
| 231 | 10月10日 | レジェンドがイチオシ！★最新おもちゃ&㊙ゲーム         | 井森美幸             |                                          |
| 232 | 10月17日 | 絶対食べたい！★人気アンテナショップ㊙ご当地麺SP      | （なし）             |                                          |
| 233 | 10月24日 | 美味しくて奥深い！★話題の㊙ドライグルメの世界！      | （なし）             |                                          |
| 234 | 10月31日 | 秋を楽しむ㊙専門店〜栗にかぼちゃに謎の鳴く虫？       | （なし）             |                                          |
| 235 | 11月7日  | 料理道具だけじゃない！★かっぱ橋道具街㊙楽しみ方      | （なし）             |                                          |
| 236 | 11月14日 | アンテナショップで発見！あったか絶品㊙ご当地鍋       | （なし）             |                                          |
| 237 | 11月21日 | 絶景！富士山を望む道の駅〜大自然満喫ドライブ旅       | （なし）             |                                          |
| 238 | 11月28日 | 本当は教えたくない！★秋の京都㊙紅葉&グルメSP         | （なし）             |                                          |
| 239 | 12月5日  | 年末年始に食べたい！激ウマ絶品お取り寄せグルメ特集   | （なし）             |                                          |
| 240 | 12月12日 | 年末年始が楽しくなる！個性派家電&進化系おもちゃ特集  | 劇団ひとり           |                                          |
| 241 | 12月26日 | 124名に当たる！年末プレゼントSP                      | （なし）             |                                          |

#### 2022年
| 回  | 放送日  | サブタイトル                                 | ゲスト           | 備考 |
| --- | ------- | -------------------------------------------- | ---------------- | ---- |
| 242 | 1月9日  | 日光街道 100年続く老舗の新名物               |                  |      |
| 243 | 1月16日 | とっておきアンテナショップ パンのお供        |                  |      |
| 244 | 1月23日 | 全身ポカポカ 進化した冬のあったかグッズ      |                  |      |
| 245 | 1月30日 | ふぅ～～～ん♡発祥の地ならではの逸品          |                  |      |
| 246 | 2月13日 | 巨大展示会で発見!個性派ゲーム                |                  |      |
| 247 | 2月20日 | 日光街道 最終回SP                            |                  |      |
| 248 | 2月27日 | 伊豆の道の駅でお届けモノさがし               |                  |      |
| 249 | 3月6日  | 所さんたち絶賛！お取り寄せグルメ対決         |                  |      |
| 250 | 3月13日 | ガイドブックに載っていない新大久保の新名所SP |                  |      |
| 251 | 3月20日 | 春休みにみんなで楽しめる個性派おもちゃ       |                  |      |
| 252 | 3月27日 | お届けモノアワード                           | ここまで日曜放送 |      |

| 回  | 放送日   | サブタイトル                                                                                          | ゲスト           | 備考                           |
| --- | -------- | --- | ---------------- | ------------------------------ |
| 253 | 4月2日   | 朝にぴったりの鎌倉の専門店                                                                            | ここから土曜放送 |                                |
| 254 | 4月16日  | 春の房総半島 道の駅からお届け                                                                         |                  |                                |
| 255 | 4月23日  | 日本全国で発見！発祥の地だからこそ作れる新たな一本〜大阪編〜                                          |                  |                                |
| 256 | 4月30日  | 超おトク★北海道0泊日帰りツアー最新㊙グルメ！                                                          |                  |                                |
| 257 | 5月7日   | 全国で発見！知られざるご当地テーマパークの逸品〜栃木編〜                                              |                  |                                |
| 258 | 5月14日  | 超一流の料理人が伝授！朝ごはんがもっと美味しくなる卵グルメ                                            |                  |                                |
| 259 | 5月21日  | チャンカワイが制覇した中山道と東海道から、更に進化した驚きの新名物を紹介!!                            |                  |                                |
| 260 | 5月28日  | 街道シリーズ第4弾・甲州街道編がスタート！チャンカワイが甲州街道の宿場町で見つけた絶品グルメをご紹介!! |                  |                                |
| 261 | 6月4日   | 地元の人に聞いた"まだガイドブックに載ってない"熱海の新名物をご紹介                                    |                  |                                |
| 262 | 6月11日  | 雨の日が楽しくなる！最新レイングッズ特集                                                              |                  |                                |
| 263 | 6月18日  | 浜口京子が東京・恵比寿の朝市で逸品探し！                                                              |                  |                                |
| 264 | 6月25日  | 朝から気分がアガル★クセになる気持ちいいグッズ                                                         | 二代目尾上右近   | 2022年・土曜時代初のゲスト付き |
| 265 | 7月2日   | 有名観光地の隣街シリーズ〜埼玉県「小鹿野町」の魅力を大調査！〜                                        | （なし）         |                                |
| 266 | 7月9日   | チャンカワイが甲州街道の宿場町で新名物探し                                                            | （なし）         |                                |
| 267 | 7月30日  | 離島のアンテナショップの逸品をご紹介                                                                  | （なし）         |                                |
| 268 | 8月6日   | この夏が100倍楽しくなる専門店の逸品をご紹介！                                                         | （なし）         |                                |
| 269 | 8月13日  | 夏休みに家族で盛り上がる最新おもちゃをお届け！                                                        | （なし）         |                                |
| 270 | 8月20日  | 朝をワンランクアップさせる"朝家電"をお届け                                                            | （なし）         |                                |
| 271 | 8月27日  | 一流料理人に聞いた！夏に食べたい"冷凍うどん"レシピ                                                    | （なし）         |                                |
| 272 | 9月3日   | 都内の人気朝市でお値打ち&限定グルメ！                                                                 | （なし）         |                                |
| 273 | 9月10日  | チャンカワイが甲州街道で発見！宿場町ならではの新名物とは！                                            | （なし）         |                                |
| 274 | 9月17日  | 元"うたのお姉さん"小野あつこが"直売所"で見つけた今が旬の新定番野菜をお届け！                          | （なし）         |                                |
| 275 | 9月24日  | この秋行きたい！朝市お値打ちモノランキング                                                            | （なし）         |                                |
| 276 | 10月1日  | 最先端文具&雑貨の巨大展示会で見つけた未来のヒット商品をお届け!!                                       | （なし）         | この回から7:59終了（1分拡大）  |
| 277 | 10月8日  | チャンカワイが甲州街道で新名物探し！日本のブドウ発祥の地・勝沼宿でみつけた驚きの新ブドウとは!?        | （なし）         |                                |
| 278 | 10月15日 | 日本最大級のギフトの展示会で見つけた"未来のヒット商品"をお届け！                                      | （なし）         |                                |
| 279 | 10月22日 | プロが本気で考え出した！「食パン」アレンジレシピ                                                      | （なし）         |                                |
| 280 | 10月29日 | 甲州街道で発見！宿場町の新名物                                                                        | （なし）         |                                |
| 281 | 11月5日  | ラーメン業界専門の展示会で作る"究極の一杯"                                                            | （なし）         |                                |
| 282 | 11月12日 | 山手線沿線で100年続く老舗の定番・新定番                                                               | （なし）         |                                |
| 283 | 11月19日 | 港の朝市で発見！この冬食べたいお値打ちグルメ                                                          | （なし）         |                                |
| 284 | 11月26日 | 出演者がどハマリするお取り寄せグルメ〜特別編〜                                                        | （なし）         |                                |
| 285 | 12月3日  | 第2弾！山手線で100年超えの老舗を調査                                                                  | （なし）         |                                |
| 286 | 12月10日 | 甲州街道で発見！宿場ならではの新名物                                                                  | （なし）         |                                |
| 287 | 12月17日 | 巨大展示場で発見！年末年始に盛り上がる「個性派ゲーム」                                                | 井森美幸         |                                |
| 288 | 12月24日 | 年末恒例！クリスマスプレゼントSP                                                                      | （なし）         |                                |

#### 2023年
| 回  | 放送日   | サブタイトル                                                     | ゲスト               |
| --- | -------- | ---------------------------------------------------------------- | -------------------- |
| 289 | 1月7日   | 山手線で発見！100年続く老舗の定番&新定番③                        |                      |
| 290 | 1月14日  | 輪島朝市で発見！この冬食べたい港の朝市グルメ                     |                      |
| 291 | 1月21日  | ブーム到来！金沢の魅力満載の専門店                               |                      |
| 292 | 1月28日  | 冬に食べたい！全国絶品お取り寄せ鍋スペシャル                     |                      |
| 293 | 2月4日   | 甲州街道で新名物探し旅⑦★街道一の難所で崩壊！                     |                      |
| 294 | 2月11日  | 食通芸能人が本気でハマる！激ウマ！お取り寄せグルメ               | 馬場裕之（ロバート） |
| 295 | 2月18日  | 甲州街道で発見！宿場町ならではの新名物〜第8弾〜                  | （なし）             |
| 296 | 2月25日  | 所さんも太鼓判！巨大展示場で発見！未来のセット賞品               | （なし）             |
| 297 | 3月4日   | 山手線で発見！100年以上続く老舗の定番・新定番④                   | （なし）             |
| 298 | 3月11日  | 甲州街道で発見！宿場町ならではの新名物                           | （なし）             |
| 299 | 3月18日  | もうすぐ世界遺産!?の街で発見・ブーム直前の知られざる名珍品       | （なし）             |
| 300 | 3月25日  | 食通芸能人が本気でハマる！絶品グルメ                             | （なし）             |
| 301 | 4月1日   | 新企画！有名観光地の住民が本当は教えたくない裏名物               | （なし）             |
| 302 | 4月8日   | 京都の住民だからこそ知っている                                   | （なし）             |
| 303 | 4月15日  | 京都編！有名観光地の住人が本当は教ええたくない裏名物             | 川島明（麒麟）       |
| 304 | 4月22日  | 甲州街道で発見！宿場町ならではの新名物                           | （なし）             |
| 305 | 4月29日  | 甲州街道新名物の旅・ゴール直前SP                                 | （なし）             |
| 306 | 5月6日   | 甲州街道で発見！宿場町ならではの新名物                           | （なし）             |
| 307 | 5月13日  | 有名観光地の住民が本当は教えたくない裏名物in浅草                 | （なし）             |
| 308 | 5月20日  | 有名観光地の住民が本当は教えたくない裏名物in日光                 | （なし）             |
| 309 | 5月27日  | 有名観光地の住民が本当は教えたくない裏名物in京都                 | （なし）             |
| 310 | 6月3日   | グルメ好き有名店お取り寄せ 朝ごはんのお供SP                      | （なし）             |
| 311 | 6月10日  | 最強のパンナイフ降臨！展示会で未来のヒット商品さがし             | （なし）             |
| 312 | 6月17日  | 有名観光地の住民が本当は教えたくない裏名物in東京スカイツリー     | （なし）             |
| 313 | 6月24日  | 奥州街道で発見！全国に広めたい宿場町のイチ押し名物               | （なし）             |
| 314 | 7月1日   | 有名観光地の住民が本当は教えたくない裏名物in江の島               | （なし）             |
| 315 | 7月8日   | 奥州街道で発見！全国にもっと広めたい宿場町のイチ押し名物         | （なし）             |
| 316 | 7月15日  | 軽井沢の住人が本当は教えたくない裏名物                           | （なし）             |
| 317 | 7月22日  | 有名観光地の住民が本当は教えたくない裏名物 第9弾 横浜・中華街    | （なし）             |
| 318 | 7月29日  | 夏に食べたいひんやりスイーツSP                                   | （なし）             |
| 319 | 8月5日   | 有名観光地の住民が本当は教えたくない裏名物 第10弾 北海道・小樽市 | （なし）             |
| 320 | 8月12日  | 有名観光地の住民が本当は教えたくない裏名物 第11弾 東京都・築地   | （なし）             |
| 321 | 8月19日  | 巨大展示会で発見！未来のヒット商品 第26弾                        | （なし）             |
| 322 | 8月26日  | 奥州街道で発見！全国に広めたい宿場町のイチ推し名物 第33弾        | （なし）             |
| 323 | 9月2日   | ものづくり専門店で発見！伝統工芸品の進化系グッズ特集             | （なし）             |
| 324 | 9月9日   | 巨大展示場で発見！                                               | （なし）             |
| 325 | 9月16日  | 新大久保で観光客が知らない裏名物                                 | （なし）             |
| 326 | 9月23日  | 完熟フルーツ使用！パンに合う絶品ジェラート                       | （なし）             |
| 327 | 9月30日  | カワハギのご飯のお供                                             | （なし）             |
| 328 | 10月7日  | わが町自慢！ご飯のお供探しin新潟                                 | （なし）             |
| 329 | 10月14日 | わが町自慢！ご飯のお供探しin新潟                                 | （なし）             |
| 330 | 10月21日 | 全国第1位 村上牛のご飯のお供                                     | （なし）             |
| 331 | 10月28日 | 家康が愛したわさびが進化                                         | （なし）             |
| 332 | 11月4日  | 五街道の旅 完結                                                  | （なし）             |
| 333 | 11月11日 | わが町自慢！箱根・熱海 秋の絶品温泉土産探し                      | （なし）             |
| 334 | 11月18日 | わが町自慢！箱根・湯河原・熱海 秋の温泉みやげ探し！              | （なし）             |
| 335 | 11月25日 | わが町自慢！熱海・伊東 秋の温泉みやげ探し！                      | （なし）             |
| 336 | 12月2日  | アンテナショップでご当地食めぐり！                               | （なし）             |
| 337 | 12月9日  | この冬使いたい！新型アイデア家電                                 | （なし）             |
| 338 | 12月16日 | 厳選！ご飯のお供                                                 | （なし）             |
| 339 | 12月23日 | 所さんの激レア私物も！総額100万円 クリスマスプレゼントSP         | （なし）             |

#### 2024年
| 回  | 放送日   | サブタイトル                                     | ゲスト | 備考                     |
| --- | -------- | ------------------------------------------------ | --- | ------------------------ |
| 340 | 1月6日   | 冬の金沢新定番グルメ                             | [ 注釈 9 ] |                          |
| 341 | 1月13日  | 冬の北陸in富山 新定番グルメ\|                    | [ 注釈 9 ] |                          |
| 342 | 1月20日  | 今が旬！寒ブリの新定番グルメ\|                   | [ 注釈 9 ] |                          |
| 343 | 1月27日  | ご当地グルメ満載！道の駅スペシャル               | |                          |
| 344 | 2月3日   | 群馬県・わたらせ渓谷鐵道 ローカル鉄道 新百景探し | |                          |
| 345 | 2月10日  | わたらせ渓谷鐵道 ローカル鉄道 新百景 完結篇      | |                          |
| 346 | 2月17日  | スゴ技最前線 食品サンプル                        | |                          |
| 347 | 2月24日  | 春のギフト 巨大展示会                            | |                          |
| 348 | 3月2日   | 神奈川・三浦半島 究極の海の幸定職をお届け！      | |                          |
| 349 | 3月9日   | 神奈川県・三浦半島絶品朝食作り                   | |                          |
| 350 | 3月16日  | スゴ技最前線 ミニチュア食品                      | |                          |
| 351 | 3月23日  | スゴ技最前線 木彫り職人                          | |                          |
| 352 | 3月30日  | 江戸東京野菜でお花見弁当作り                     | |                          |
| 353 | 4月6日   | 芸能人が本気でハマるお花見最強グルメ             | |                          |
| 354 | 4月13日  | 八丈島で宝モノ探し                               | |                          |
| 355 | 4月20日  | 八丈島で宝モノ探し                               | |                          |
| SP  | 4月26日  | 春の大収穫祭&大冒険 2時間SP                      | （スタジオゲスト）山里亮太（南海キャンディーズ）、高橋大輔                                                                | 2時間SP（19:00 - 20:57） |
| SP  | 4月26日  | 春の大収穫祭&大冒険 2時間SP                      | （VTRゲスト）藤原紀香、井森美幸、八木勇作（FANTASTICS from EXLE TRIBE）、チャンカワイ、的場浩司、高岸宏行（ティモンディ） | 2時間SP（19:00 - 20:57） |
| 356 | 4月27日  | ぐんま大使激推し！道の駅グルメ                   | 中山秀征 |                          |
| 357 | 5月4日   | 県外不出 幻のいちご 道の駅の未知グルメin栃木     | （なし） |                          |
| 358 | 5月11日  | 道の駅の未知グルメin房総半島                     | （なし） |                          |
| 359 | 5月18日  | わが町自慢！山の名人 究極の山菜グルメ            | （なし） |                          |
| 360 | 5月25日  | わが町自慢！初夏の駿河湾 旬の桜えびグルメ        | （なし） |                          |
| 361 | 6月1日   | ダンボールアート スゴ技最前線                    | （なし） |                          |
| 362 | 6月8日   | プロが驚く！日本初の包丁                         | （なし） |                          |
| 363 | 6月15日  | 浜名湖 二大幻の海鮮                              | （なし） |                          |
| 364 | 6月22日  | 逗子&葉山 1日満喫グルメ                          | （なし） |                          |
| 365 | 6月29日  | 感動 京都のフィナンシェ                          | （なし） |                          |
| 366 | 7月6日   | トロよりうまい！島名物タカベ                     | （なし） |                          |
| 367 | 7月13日  | 夏の淡路島で最強の丼づくり                       | （なし） |                          |
| 368 | 7月20日  | ディープ大阪1日満喫グルメ                        | （なし） |                          |
| 369 | 7月27日  | 夏休みに行きたい 伊豆諸島で宝モノ探し            | （なし） |                          |
| 370 | 8月3日   | この島にしかない宝モノin香川県豊島               | （なし） |                          |
| 371 | 8月10日  | 所さんが合いたい！スゴ技職人                     | （なし） |                          |
| 372 | 8月17日  | 巨大展示会                                       | （なし） |                          |
| 373 | 8月24日  | 南房総で本気の朝ごはん作り                       | （なし） |                          |
| 374 | 8月31日  | プライベートでハマるお取り寄せ                   | （なし） |                          |
| 375 | 9月7日   | 100個に1コ！奇跡のシャインマスカット             | （なし） |                          |
| 376 | 9月14日  | ふるさと御殿場1日満喫グルメ                      | （なし） |                          |
| 377 | 9月21日  | 千葉県銚子市 しょう油の街で一級品探し            | （なし） |                          |
| 378 | 9月28日  | 高知観光特使オススメ！朝市で行列！絶品いも天     | （なし） |                          |
| 379 | 10月5日  | 観光大使のふるさと満喫グルメ                     | （なし） |                          |
| 380 | 10月12日 | 日本一 栗の町 秋の絶品グルメ                     | （なし） |                          |
| 381 | 10月19日 | 巨大展示会！最新健康グッズ                       | （なし） |                          |
| 382 | 10月26日 | ギフトの巨大展示会                               | （なし） |                          |
| 383 | 11月2日  | ふるさと奥浅草満喫グルメ                         | （なし） |                          |
| 384 | 11月9日  | 京都・伊根町 秋が旬！幻の"グジ"                  | （なし） |                          |
| 385 | 11月16日 | 秋の京都1日満喫グルメ                            | （なし） |                          |
| 386 | 11月23日 | 小田原1日満喫グルメ                              | （なし） |                          |
| 387 | 11月30日 | 愛知1日満喫グルメ                                | （なし） |                          |
| 388 | 12月7日  | 富山1日満喫グルメ                                | （なし） |                          |
| 389 | 12月14日 | お届けモノアワード2020                           | （なし） |                          |
| 390 | 12月21日 | プロが買ってよかった！2024年No.1グルメ           | （なし） |                          |

#### 2025年
| 回  | 放送日  | サブタイトル                                   | ゲスト   | 備考 |
| --- | ------- | ---------------------------------------------- | -------- | ---- |
| 391 | 1月4日  | この島にしかない宝モノ 北海道・利尻島          | （なし） |      |
| 392 | 1月11日 | この島にしかない宝モノ 北海道・礼文島          | （なし） |      |
| 393 | 1月18日 | 福岡1日満喫グルメ                              | （なし） |      |
| 394 | 1月25日 | 札幌1日満喫グルメ                              | （なし） |      |
| 395 | 2月1日  | 相模湾ナンバー湾メシ                           | （なし） |      |
| 396 | 2月8日  | 相模湾ナンバー湾メシ                           | （なし） |      |
| 397 | 2月15日 | 盛岡1日満喫グルメ                              | （なし） |      |
| 398 | 2月22日 | 地元テレビ局調査 県外不出ご飯のお供！          | （なし） |      |
| 399 | 3月1日  | 鹿児島1日満喫グルメ                            | （なし） |      |
| 400 | 3月8日  | 江の島相模湾ナンバー湾メシ                     | （なし） |      |
| 401 | 3月15日 | 神奈川・逗子 春限定！海鮮ピザ                  | （なし） |      |
| 402 | 3月22日 | 広島1日満喫グルメ                              | （なし） |      |
| 403 | 3月29日 | 林先生&中島健人 プライベートお取り寄せSP       | （なし） |      |
| 404 | 4月5日  | 名古屋満喫グルメ                               | （なし） |      |
| 405 | 4月19日 | プロが認めた！本当はスンゴイ家電               | （なし） |      |
| 406 | 4月26日 | 初イベント開催決定SP                           | （なし） |      |
| 407 | 5月3日  | 地元テレビ局で調査！あげればツウぶれる金沢土産 | （なし） |      |
| 408 | 5月10日 | 狛江観光大使 ふるさと満喫グルメ                | （なし） |      |
| 409 | 5月17日 | 小田原相模湾ナンバー湾メシ                     | （なし） |      |
| 410 | 5月24日 | 上尾ふるさと満喫グルメ                         | （なし） |      |
| 411 | 5月31日 | プロが認めた！本当はスンゴイ家電               | （なし） |      |
| 412 | 6月7日  | 大阪ふるさと満喫グルメ                         | （なし） |      |
| 413 | 6月14日 | 人気商店街 専門店のこだわりすぎ逸品            | （なし） |      |
| 414 | 6月21日 | 人気商店街 専門店のこだわりすぎ逸品            | （なし） |      |
| 415 | 6月28日 | 人気商店街の裏通りで調査 こだわり好きな専門店  | （なし） |      |
| 416 | 7月5日  | 世田谷出身 ふるさと満喫グルメ                  | （なし） |      |
| 417 | 7月12日 | 何がスゴイ？ハテナボックス                     | （なし） |      |
| 418 | 7月19日 | 小田原相模湾ナンバー湾メシ                     | （なし） |      |
| 419 | 7月26日 | 夏のスタミナ満点！肉グルメ                     | （なし） |      |
| 420 | 8月2日  | 静岡市 マグロ天国ふるさとグルメ                | （なし） |      |
| 421 | 8月9日  | 人気商店街の裏通りで調査 こだわりすぎの専門店  | （なし） |      |
| 422 | 8月16日 | 軽トラでゆく！秘境グルメSP                     | （なし） |      |
| 423 | 8月23日 | 相模湾ナンバー湾メシ湯河原                     | （なし） |      |

## スタッフ

### レギュラー版（2025年7月5日以降）
- ナレーター：阪井あかね
- 構成：古林壮太（2017年4月16日 - ）/江戸川ダビ夫、根本つばさ、大塚泰博（大塚→2022年4月2日 - 6月・2023年5月 - ）
- ロケ撮影︰土谷三代、中村公俊（土谷→以前はCAM）
- TP：井上浩
- SW：佐藤正人、古谷智樹【週替り】
- CAM：須藤圭大、高村和樹、根本小百合【週替り】
- VTR：吉田帆花、當麻勇輝、黒沼良将、岩崎春菜、佐藤日菜、柴崎拓海、寺田海月【週替り】
- VTR/VE：榎本和樹、岡靖、羽柴卓矢【週替り、回によって異なる】
- VE：権田直弥、河野良博、松浦浩平（権田・松浦→以前はVTRの回もあった、松浦→一時離脱）【週替り】
- 照明：飯田裕希、野口智絵美【週替り】
- 音声：小野日向子、木村司、湯澤春城【週替り】
- 編集：児玉典宏、三浦崇、佐藤豊、木原浩司、田中満里奈、長井崇史、青木宏憲、立川憲一朗、永田雅土（永田→一時離脱→復帰）【週替り】
- MA：井上純太、鄭美愛、間宮康平【週替り】
- 音響効果：久坂惠昭
- 技術協力：共同テレビジョン、千代田ビデオ、映像通信、東京オフラインセンター
- 美術プロデューサー：小野寺一幸、茂木大樹（茂木→以前はデザイン）
- デザイン統括：道勧英樹
- 大道具：伊藤巧
- 小道具：後藤隆彦
- 電飾：武山奈々子
- メイク：川上優香、奥松かつら（2021年8月15日 - ）【週替り】
- 美術協力：アートフォー
- CG制作：ぴーたん
- イラスト：早瀬瑠璃
- 編成：越智暁（毎日放送、2023年8月5日 - 、以前は2018年8月12日 - 2019年8月11日までCP→一時離脱）
- 宣伝：水野愛美（毎日放送）
- デスク：水野祥子（毎日放送、2023年12月 - ）
- リサーチ：中原太一
- ブレーン：山本三四郎、藤本良雄（藤本→JUMP、2022年8月27日 - ）
- 番組アドバイザー：近藤千笑子（毎日放送、2025年7月5日 - 、以前は編成→一時離脱）
- 甲州街道監修：岸本豊【不定期】
- AD：竹花勇人、神戸美保、藤澤慎之介、吉武藍、本多雄太郎、中嶋隼都、佐藤実月、塩田遥香、祐源茂樹、丸山夏央、山内淑仁、川口紗良、山崎弘喜、河俊鳳、横瀬天夢、山角咲季、三留大貴、余田花菜、萩原希（余田→以前は2022年5月28日から一時期AP→一時離脱）、古閑樹、山田大輝、大川真夏、吉田汐里、立花蘭、村上まりん、松浦ひとみ、吉﨑貴久、富丘空【週替り】
- FD/ディレクター：小野嘉良子、加藤宏基【週替り、回によって異なる】
- AD/ディレクター：中川咲歩、下田鷹哉、丹羽佳樹【週替り、回によって異なる】
- AP：国分彩（2023年2月11日 - 、以前はAD）
- キャスティング︰田岸宏一（2025年4月5日 - ）
- ディレクター：奥野祐土、冨田英男、森賀紀行（えむき、以前はAD）、薮崎雅弘、田中弥生、増本敬、柚木雅博、中沖嵩博、武富博志、藤森久敬、中村貴一、前田さつき、栁田さやか、永島糧、田村容子、中村紗矢香、山本康二、桂亮太（えむき）、海老澤和也、橋本和哉、田口敦生、山下和之（藤森・栁田・中村→以前はAD、田村→一時離脱►復帰）【週替り】
- チーフディレクター︰後河佑宣（JUMP、以前はFD/ディレクター）
- 総合演出：横森あつし（JUMP、以前は演出→総合演出→監修）
- プロデューサー：芦田政和・松本定子（JUMP、松本→2024年7月13日 - ）/新田亮介（毎日放送、以前はディレクター→演出→一時離脱）【毎週】、岩崎正志（えむき、以前は制作プロデューサー）、垣内ちひろ（JUMP、以前はAD→一時離脱）、石井一弘【週替り】
- 制作協力：えむき、ぷろぺら
- 制作：JUMP
- 製作著作：毎日放送

### 過去のスタッフ
- 構成：町田直也、吉野基比古、松田敬三、鹿谷忠弘（鹿谷→2022年7月2日 - ）
- TP：松井繁明、平野和宏
- SW：久保博史、今野克裕
- CAM：塚本達郎、谷口知己、久保博史、新部恭彦、今村友美、上原洋一、吉永直矢、山田コウイチ、安藤亘、夏目利夫、嶋田佳代子、石井徹
- VTR：丸山笑恵、島袋裕之、丸山笑実、古屋優、小林栄樹、田口優真、内山遼省
- VTR/VE：大沢浩一
- VE：本間一美、美和聖人、平野浩司（美和→以前はVTR）
- 照明：荻野谷徹、山本聖、島田沙織、野島哲也、石川陽一、大野裕貴
- MlX：山本賢（以前は音声）
- 音声：堀江誠治、明石未来、吉野一、鈴木裕子、田雑ほのか、丸山紘加、服部仁史、清家克己、皆川和之、小幡一嘉、石崎裕一、田中康之
- スタジオ：井上充夫
- 編集：角埜吉宏、茂木雅人、島田一浩、諸武敏満、藤塚正明(成)[要説明]、篠塚孝徳、山崎哲幸、福井洋、横井勇太、高城明宏、石上淳、瓜田利昭、大野進、藤河優、山下直哉、岡崎正和、高羽英揮、神保和則、安田裕禎、下澤健一郎、宮崎章司、森川舜太、前野勝義
- MA：小田和博、伊藤敬一、高橋正敏、凌弘殻
- 音響効果︰宮田友貴、加藤駿、小林瑠衣
- TK：ティービージー、本田悦子、小国幸恵（共に一時離脱→復帰）、池田美香、勝俣みふじ、TBG【週替り】
- 技術協力：麻布プラザ、放送映画製作所、クリア、写楽、SOW、山陽エイブイシー、MABU、鏑木商店、テレビ信州エンタープライズ、コスモスペース
- デザイン：山本聡
- 大道具：溝口博志
- 小道具：広津憲久、蛭川正規、奈須川欽市（蛭川→一時離脱►復帰）
- 電飾：佐久間康仁、小林菜緒（小林→一時離脱►復帰）、生出華江
- メイク：高江洲結子
- 衣裳：村岡香奈恵（2021年7月25日 - ）
- 編成：西澤和也、尹楊会、向功、山田陽輔（山田→2021年1月31日 - 2022年6月）、藤原大輔（藤原→2022年7月30日 - 2023年7月）（毎日放送）
- 宣伝：川原秋呼、安藤ひと実、鈴木健太（鈴木→一時離脱►復帰）、伊藤紗季（毎日放送）
- デスク：井上美早、渡邊未央、吉田明日香、小瀬木ゆかり（毎日放送、小瀬木→2021年8月15日 - ）
- リサーチ：山本晃史、岩間丈倫
- ブレーン：谷口秀一
- 番組アドバイザー：白井敏雄（毎日放送、2017年9月3日 - 2018年7月15日）、登坂琢磨（毎日放送、2018年7月22日 - 2022年3月）、内藤史（毎日放送、2022年4月2日 - 9月3日）、石田敦子（毎日放送、2022年8月13日 - 2025年7月）
- AD：櫻(桜)井将平、山田鞠子、青山詩和里、岩本拓磨、長谷楓、長谷川侑也、渡辺健、佐々木聖、大久保翔太、三本祥子、菊池美姫、佐藤敬祐、滝澤果子、野村智子、高橋楽人、東乃天、城間啓太
- AP：古賀将之、松本定子、綿貫遥、江野沢新介
- FD/ディレクター：根本菊太郎、佐藤啓（佐藤→以前はAD）
- ディレクター：黒川和樹、尾崎義史、小木曽由衣、平田亮輔、池ヶ谷実希、豊嶋隆一、松山岳宗、米嶋悟志、嘉納一貴、瀬津巧、木下太輔、小倉大輔、渡部修平、布澤達也、吉澤直樹、山田佳南子、三瓶翔士、後藤啓一、佐藤真吾、濱田大樹、寺井克徳（JUMP）
- 演出：日下真行（えむき、以前はディレクター）
- 総合演出：加納高志（以前はFD/ディレクター）
- プロデューサー：緒方義弘（毎日放送）、成田真司（つくりて）、麻野とも子（JUMP、以前はAP）、小荷田麻美（JUMP、2022年8月27日 - 2024年6月）
- チーフプロデューサー：田中良、長冨剛（長冨→2017年6月25日 - 2018年8月）、古田涼子（古田→2019年7月21日 - 2022年6月）（毎日放送）
- 制作協力：レジスタX1、つくりて

### パイロット版
- ナレーション：阪井あかね
- 構成：松田敬三、藤谷弥生、吉野基比古、町田直也
- リサーチ：中原太一
- 編成：西澤和也（毎日放送）
- 宣伝：川原秋呼（毎日放送）
- デスク：土橋理恵（毎日放送）
- ブレーン：谷口秀一、山本三四郎
- AD：森賀紀行、下田鷹哉、櫻井将平
- AP：古賀将之、松本定子
- ディレクター：日下真行、黒川和樹、根本太郎
- 総合演出：横森あつし
- プロデューサー：緒方義弘（毎日放送）、芦田政和
- チーフプロデューサー：田中良（毎日放送）
- 制作協力：えむき
- 制作：JUMP
- 製作著作：毎日放送

## ネット局
2022年4月以降、ネット局では時刻表示を行っているが、番組送出ではなく各局送出となっている。また本番組では専用デザインのカスタム表示を用意していないため、フォント・色・サイズなどは各局に委ねられている。局によっては天気ループも送り出している。
| 放送対象地域   | 放送局                   | 系列    | 放送日時                                                 | ネット状況 |
| -------------- | ------------------------ | ------- | -------------------------------------------------------- | ---------- |
| 近畿広域圏     | 毎日放送 (MBS)           | TBS系列 | 日曜 17:00 - 17:30 ↓ 土曜 7:30 - 7:58 ↓ 土曜 7:30 - 7:59 | 制作局     |
| 北海道         | 北海道放送 (HBC)         | TBS系列 | 日曜 17:00 - 17:30 ↓ 土曜 7:30 - 7:58 ↓ 土曜 7:30 - 7:59 | 同時ネット |
| 青森県         | 青森テレビ (ATV)         | TBS系列 | 日曜 17:00 - 17:30 ↓ 土曜 7:30 - 7:58 ↓ 土曜 7:30 - 7:59 | 同時ネット |
| 岩手県         | IBC岩手放送 (IBC)        | TBS系列 | 日曜 17:00 - 17:30 ↓ 土曜 7:30 - 7:58 ↓ 土曜 7:30 - 7:59 | 同時ネット |
| 宮城県         | 東北放送 (tbc)           | TBS系列 | 日曜 17:00 - 17:30 ↓ 土曜 7:30 - 7:58 ↓ 土曜 7:30 - 7:59 | 同時ネット |
| 山形県         | テレビユー山形 (TUY)     | TBS系列 | 日曜 17:00 - 17:30 ↓ 土曜 7:30 - 7:58 ↓ 土曜 7:30 - 7:59 | 同時ネット |
| 福島県         | テレビユー福島 (TUF)     | TBS系列 | 日曜 17:00 - 17:30 ↓ 土曜 7:30 - 7:58 ↓ 土曜 7:30 - 7:59 | 同時ネット |
| 関東広域圏     | TBSテレビ (TBS)          | TBS系列 | 日曜 17:00 - 17:30 ↓ 土曜 7:30 - 7:58 ↓ 土曜 7:30 - 7:59 | 同時ネット |
| 山梨県         | テレビ山梨 (UTY)         | TBS系列 | 日曜 17:00 - 17:30 ↓ 土曜 7:30 - 7:58 ↓ 土曜 7:30 - 7:59 | 同時ネット |
| 新潟県         | 新潟放送 (BSN)           | TBS系列 | 日曜 17:00 - 17:30 ↓ 土曜 7:30 - 7:58 ↓ 土曜 7:30 - 7:59 | 同時ネット |
| 長野県         | 信越放送 (SBC)           | TBS系列 | 日曜 17:00 - 17:30 ↓ 土曜 7:30 - 7:58 ↓ 土曜 7:30 - 7:59 | 同時ネット |
| 静岡県         | 静岡放送 (SBS)           | TBS系列 | 日曜 17:00 - 17:30 ↓ 土曜 7:30 - 7:58 ↓ 土曜 7:30 - 7:59 | 同時ネット |
| 富山県         | チューリップテレビ (TUT) | TBS系列 | 日曜 17:00 - 17:30 ↓ 土曜 7:30 - 7:58 ↓ 土曜 7:30 - 7:59 | 同時ネット |
| 石川県         | 北陸放送 (MRO)           | TBS系列 | 日曜 17:00 - 17:30 ↓ 土曜 7:30 - 7:58 ↓ 土曜 7:30 - 7:59 | 同時ネット |
| 中京広域圏     | CBCテレビ (CBC)          | TBS系列 | 日曜 17:00 - 17:30 ↓ 土曜 7:30 - 7:58 ↓ 土曜 7:30 - 7:59 | 同時ネット |
| 鳥取県・島根県 | 山陰放送 (BSS)           | TBS系列 | 日曜 17:00 - 17:30 ↓ 土曜 7:30 - 7:58 ↓ 土曜 7:30 - 7:59 | 同時ネット |
| 岡山県・香川県 | RSK山陽放送 (RSK)        | TBS系列 | 日曜 17:00 - 17:30 ↓ 土曜 7:30 - 7:58 ↓ 土曜 7:30 - 7:59 | 同時ネット |
| 広島県         | 中国放送 (RCC)           | TBS系列 | 日曜 17:00 - 17:30 ↓ 土曜 7:30 - 7:58 ↓ 土曜 7:30 - 7:59 | 同時ネット |
| 山口県         | テレビ山口 (tys)         | TBS系列 | 日曜 17:00 - 17:30 ↓ 土曜 7:30 - 7:58 ↓ 土曜 7:30 - 7:59 | 同時ネット |
| 愛媛県         | あいテレビ (itv)         | TBS系列 | 日曜 17:00 - 17:30 ↓ 土曜 7:30 - 7:58 ↓ 土曜 7:30 - 7:59 | 同時ネット |
| 高知県         | テレビ高知 (KUTV)        | TBS系列 | 日曜 17:00 - 17:30 ↓ 土曜 7:30 - 7:58 ↓ 土曜 7:30 - 7:59 | 同時ネット |
| 福岡県         | RKB毎日放送 (RKB)        | TBS系列 | 日曜 17:00 - 17:30 ↓ 土曜 7:30 - 7:58 ↓ 土曜 7:30 - 7:59 | 同時ネット |
| 長崎県         | 長崎放送 (NBC)           | TBS系列 | 日曜 17:00 - 17:30 ↓ 土曜 7:30 - 7:58 ↓ 土曜 7:30 - 7:59 | 同時ネット |
| 熊本県         | 熊本放送 (RKK)           | TBS系列 | 日曜 17:00 - 17:30 ↓ 土曜 7:30 - 7:58 ↓ 土曜 7:30 - 7:59 | 同時ネット |
| 大分県         | 大分放送 (OBS)           | TBS系列 | 日曜 17:00 - 17:30 ↓ 土曜 7:30 - 7:58 ↓ 土曜 7:30 - 7:59 | 同時ネット |
| 宮崎県         | 宮崎放送 (MRT)           | TBS系列 | 日曜 17:00 - 17:30 ↓ 土曜 7:30 - 7:58 ↓ 土曜 7:30 - 7:59 | 同時ネット |
| 鹿児島県       | 南日本放送 (MBC)         | TBS系列 | 日曜 17:00 - 17:30 ↓ 土曜 7:30 - 7:58 ↓ 土曜 7:30 - 7:59 | 同時ネット |
| 沖縄県         | 琉球放送 (RBC)           | TBS系列 | 日曜 17:00 - 17:30 ↓ 土曜 7:30 - 7:58 ↓ 土曜 7:30 - 7:59 | 同時ネット |

ネット配信
| 配信元 | 更新日時       | 備考                 |
| ------ | -------------- | -------------------- |
| TVer   | 土曜 7:59 更新 | 最新回限定で無料配信 |
| GYAO!  | 土曜 7:59 更新 | 最新回限定で無料配信 |

特番などによる放送休止は以下の通り。これに合わせる形で全国的に放送休止の場合はTVer・GYAO!の配信期間は臨時で1週分長く設定されている。
- 毎年4月（第2日曜日の前日）…マスターズ・トーナメント（日本国内におけるテレビ中継の放送権をTBSテレビが保有）がオーガスタ・ナショナル・ゴルフクラブ（アメリカ合衆国のジョージア州）で開催される期間（毎年4月上旬）には、トーナメントの2日目（予選ラウンド）が土曜日（日本時間の未明 - 早朝）に組まれていることから、本番組の放送をあらかじめ休止。基本として8:00（日本時間）まで、トーナメントの生中継を全国ネットで放送する[9]。
- 2022年7月16日・23日…いずれも『世界陸上2022オレゴン』の期間中で、16日に1日目の中継（6:00 - 12:30）・23日に8日目の中継（7:00 - 12:30）を放送するため休止。
- 長崎放送では、土曜7:30に移動後、長崎くんちの開催日と重なった年度は奉納踊りの生中継を行うため時差ネットとなる（近年では2023年10月7日が該当。同日は11:59から放送）。